# Kanker
Kanker es una ciudad de la India capital del distrito de Kanker, en el estado de Chhattisgarh.

## Geografía
Se encuentra a una altitud de 396 m s. n. m. a 127 km de la capital estatal, Raipur, en la zona horaria UTC +5:30.

## Demografía
Según estimación 2012 contaba con una población de 30 495 habitantes.